# Hans Karl von Königsmarck

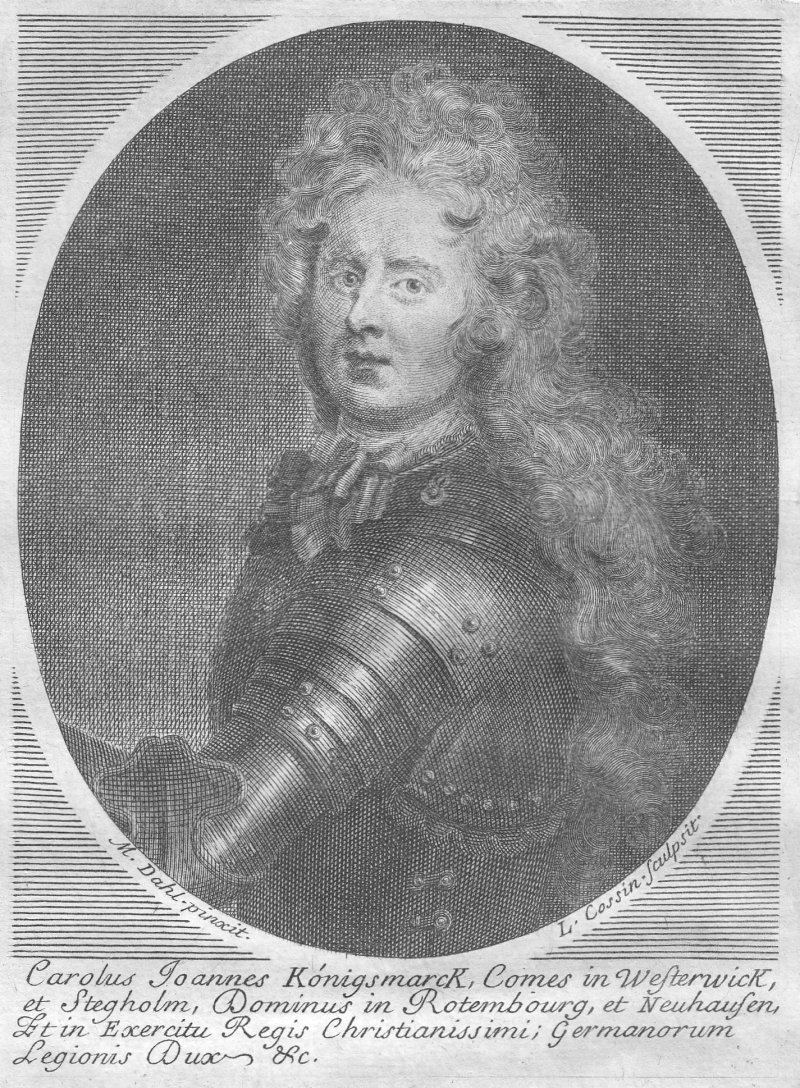
Hans Karl von Königsmarck

Hans Karl von Königsmarck (Nyborg, 15 mei 1659 - Nauplion, 28 augustus 1686) was een Duits-Zweeds militair.

## Biografie
Hans Karl von Königsmarck werd geboren als de oudste zoon van Kurt Christoph von Königsmarck en Marie Christine von Wrangel. Hij werd eerst opgevoed in Hamburg en na het vertrek van zijn ouders naar Stockholm ondernam Hans Karl een Grand tour. Op zestienjarige leeftijd reisde hij af naar Malta en trad daar, ondanks zijn protestantse achtergrond, toe tot de Orde van Malta.
Vervolgens reisde Von Königsmarck verder door Europa en tijdens zijn bezoek aan de Republiek der Zeven Verenigde Nederlanden leerde hij de Engelse hofdame Elizabeth Seymour kennen. Vanwege haar ongelukkige huwelijk met Thomas Thynne vermoordde hij haar man in 1682. Hans Karl von Königsmarck werd schuldig verklaard en moest Engeland daarop verlaten.
Na zijn gedwongen vertrek ging hij als vrijwilliger dienen in het leger van zijn oom Otto Wilhelm von Königsmarck in Griekenland. Hans Karl von Königsmarck sneuvelde tijdens de gevechten rondom Nauplion.